# Tris(nonylphenyl)phosphit
Tris(nonylphenyl)phosphit ist eine chemische Verbindung aus der Gruppe der Phosphorigsäureester (Ester der Phosphorigsäure).

## Gewinnung und Darstellung

Tris(2-nonylphenyl)phosphit, das im Gemisch neben Tris(4-nonylphenyl)phosphit ebenfalls vorkommt

Tris(nonylphenyl)phosphit kann durch Reaktion zwischen Nonylphenol und Phosphortrichlorid in Gegenwart eines organischen Katalysators gewonnen werden. Da kommerziell erhältliches Nonylphenol überwiegend aus C9-Alkylsubstituenten in Position 4 (para-) des Phenolrings besteht, enthält auch der als „Tris(nonylphenyl)phosphit“ bezeichneter Stoff angesichts des Herstellungsverfahrens hauptsächlich das Isomer mit Substituenten in para-Position (Tris(4-nonylphenyl)phosphit).

## Eigenschaften
Tris(nonylphenyl)phosphit ist eine brennbare, schwer entzündbare, farblose bis gelbliche Flüssigkeit mit schwachem Geruch. Es ist praktisch unlöslich in Wasser ist und zersetzt sich langsam. Tris(nonylphenyl)phosphit hat einen Flammpunkt von 207 °C, eine Zersetzungstemperatur von > 220 °C und eine Zündtemperatur von 439 °C.

## Verwendung
Tris(nonylphenyl)phosphit wird hauptsächlich als Stabilisator und Antioxidans bei der Verarbeitung verschiedener Kunststoffe (PVC, LLDPE, HDPE und Gummi), wo es in Konzentrationen zwischen 0,05 und 3 % eingesetzt wird, verwendet. Seit Juli 2019 ist Tris(nonylphenyl)phosphit (TNPP) in der SVHC-Liste gelistet: Sofern ein Artikel eine TNPP-Konzentration von über 0,1 % aufweist, ist dieser Artikel in der SCIP-Datenbank der ECHA zu notifizieren (seit Januar 2021), und Kunden (in der Lieferkette) sind nach REACH Art. 33 zu informieren.

## Sicherheitshinweise
Hydrolyse- und Abbauprodukte von Tris(nonylphenyl)phosphit sind Nonylphenole, über die aufgrund ihrer hormonähnlichen Wirkung diskutiert wird.